# 林正男 (海軍軍人)

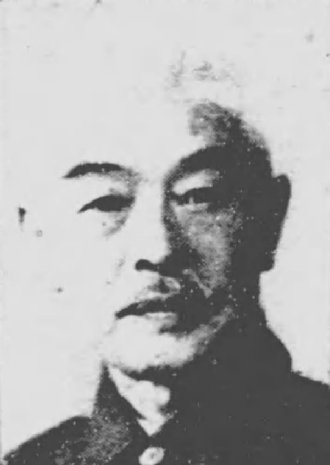
林正男

林 正男（はやし まさお、1880年（明治13年）6月16日 – 1965年（昭和40年）7月27日）は、大日本帝国海軍軍人。最終階級は海軍少将。衆議院議員。

## 経歴
名古屋市出身。竹田英一の四男として生まれ、林清之助の養子となった。1904年（明治37年）に海軍機関学校を卒業し、海軍少将に至った。その間、横須賀海軍航空隊教官、同機関長、霞ヶ浦海軍航空隊機関長・教官、海軍航空本部造兵監督官、艦政本部造兵監督官などを歴任した。
1929年（昭和4年）に予備役に編入されると、大同製鋼株式会社顧問、岡本工業株式会社顧問、高野精密機械工業株式会社顧問、名古屋螺子製作所顧問、中央発条製作所顧問、柴田鉄工所顧問、太洋製作所株式会社社長を務めた。
1942年（昭和17年）、第21回衆議院議員総選挙に翼賛政治体制協議会の推薦を受け出馬し、当選を果たした。1945年3月11日、衆議院の院内交渉団体の護国同志会結成に参加。1946年（昭和21年）、公職追放となった。

## 栄典
- 1904年（明治37年）10月10日 - 正八位[5]
- 1906年（明治39年）11月30日 - 従七位[6]
- 1909年（明治42年）12月20日 - 正七位[7]
- 1915年（大正4年）1月30日 - 従六位[8]
- 1924年（大正13年）1月21日 - 従五位[9]